# Liste der Biografien/Harv
Liste der Biografien |
Portal Biografien |
Personensuche
# |
A |
B |
C |
D |
E |
F |
G |
H |
I |
J |
K |
L |
M |
N |
O |
P |
Q |
R |
S |
T |
U |
V |
W |
X |
Y |
Z |
?
 
Ha |
Hd |
He |
Hi |
Hj |
Hk |
Hl |
Hm |
Hn |
Ho |
Hr |
Hs |
Ht |
Hu |
Hv |
Hw |
Hy
 
Haa |
Hab |
Hac |
Had |
Hae–Haf |
Hag |
Hah |
Hai |
Haj |
Hak |
Hal |
Ham |
Han |
Hao |
Hap |
Haq |
Har |
Has |
Hat |
Hau |
Hav |
Haw |
Hax |
Hay |
Haz
 
Hara |
Harb |
Harc |
Hard |
Hare |
Harf |
Harg |
Harh |
Hari |
Harj |
Hark |
Harl |
Harm |
Harn |
Haro |
Harp |
Harr |
Hars |
Hart |
Haru |
Harv |
Harw |
Harx |
Hary |
Harz
Die Liste der Biografien führt alle Personen auf, die in der deutschsprachigen Wikipedia einen Artikel haben. Dieses ist eine Teilliste mit 141 Einträgen von Personen, deren Namen mit den Buchstaben „Harv“ beginnt.

## Harv

### Harva
- Harvan, Gerhard (1941–1971), deutscher Maler, Grafiker und Aktionskünstler
- Harvan, Štefan (1937–2007), tschechoslowakischer Skilangläufer
- Harvard, John (1607–1638), nordamerikanischer Theologe englischer AbstammungJohn Harvard (1607–1638)

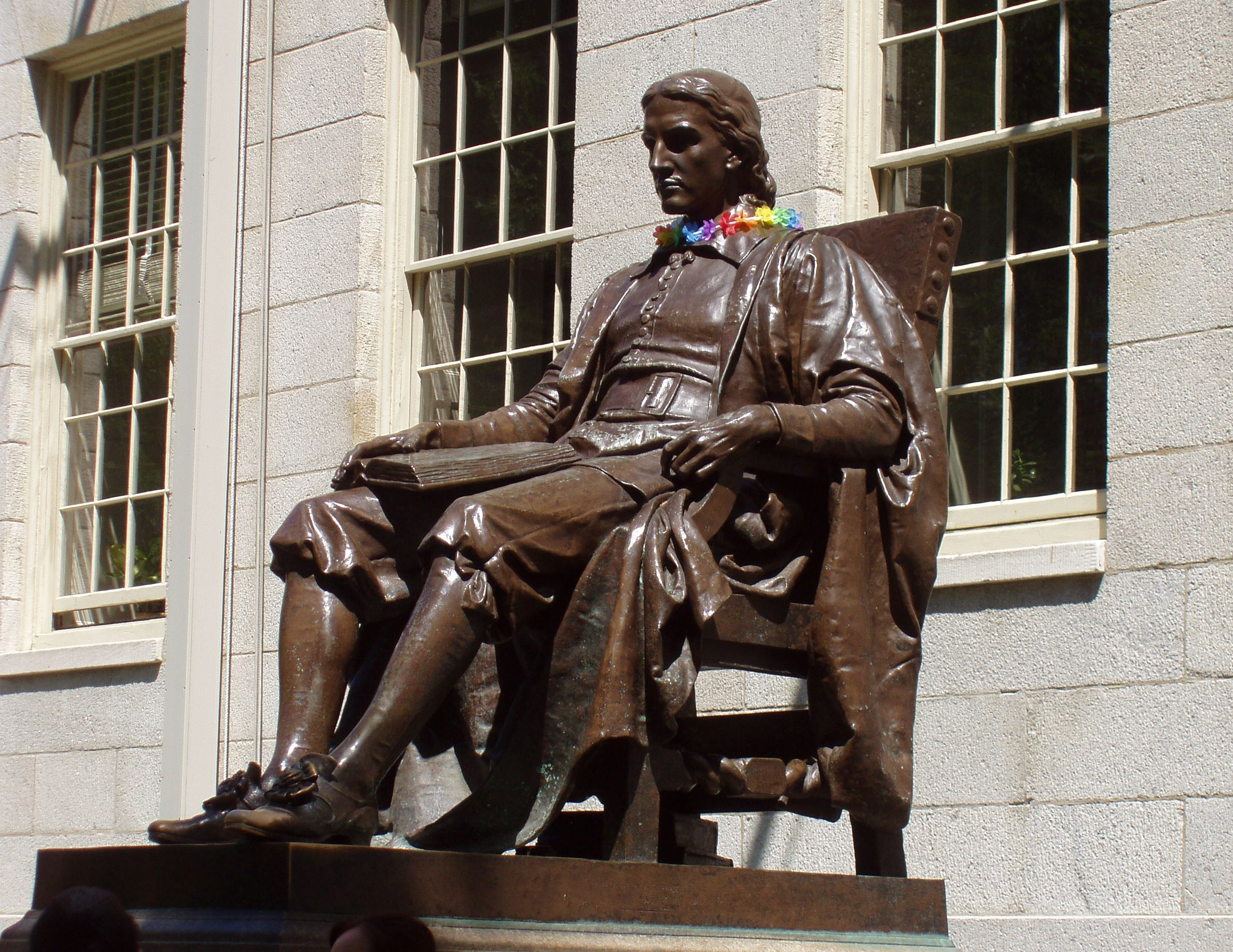
John Harvard (1607–1638)

- Harvard, John (1938–2016), kanadischer Politiker, Vizegouverneur von Manitoba
- Harvard, Russell (* 1981), US-amerikanischer Schauspieler
- Harvard-Maler, griechischer Vasenmaler des rotfigurigen Stils
- Harvati-Papatheodorou, Katerina (* 1970), griechische Paläoanthropologin und Professorin

### Harve
- Harvell, William Gladstone (1907–1985), britischer Radrennfahrer
- Harveng, Carl Friedrich (1832–1874), deutscher Landschaftsmaler und Zeichner
- Harvey, Alex (1935–1982), schottischer Rockmusiker
- Harvey, Alex (* 1988), kanadischer Skilangläufer
- Harvey, Alexander Miller (1867–1928), US-amerikanischer Politiker
- Harvey, Alisa (* 1965), US-amerikanische Mittelstreckenläuferin
- Harvey, Andrew (* 1947), britischer Wirtschaftswissenschaftler und Hochschullehrer
- Harvey, Anthony (1930–2017), britischer Filmregisseur und Filmeditor
- Harvey, Antje (* 1967), deutsche Langläuferin und Biathletin
- Harvey, Arthur Vere, Baron Harvey of Prestbury (1906–1994), britischer Manager, Offizier und Politiker
- Harvey, Bagenal (1754–1798), Anführer der Irischen Rebellion (1798)
- Harvey, Bernard (* 1956), jamaikanischer Pianist, Keyboarder und Organist
- Harvey, Bernard G. (1919–2016), britisch-US-amerikanischer Chemiker (Kernchemie)
- Harvey, Bessie (1929–1994), US-amerikanische Künstlerin
- Harvey, Brian (* 1974), britischer Sänger und TänzerBrian Harvey (* 1974)

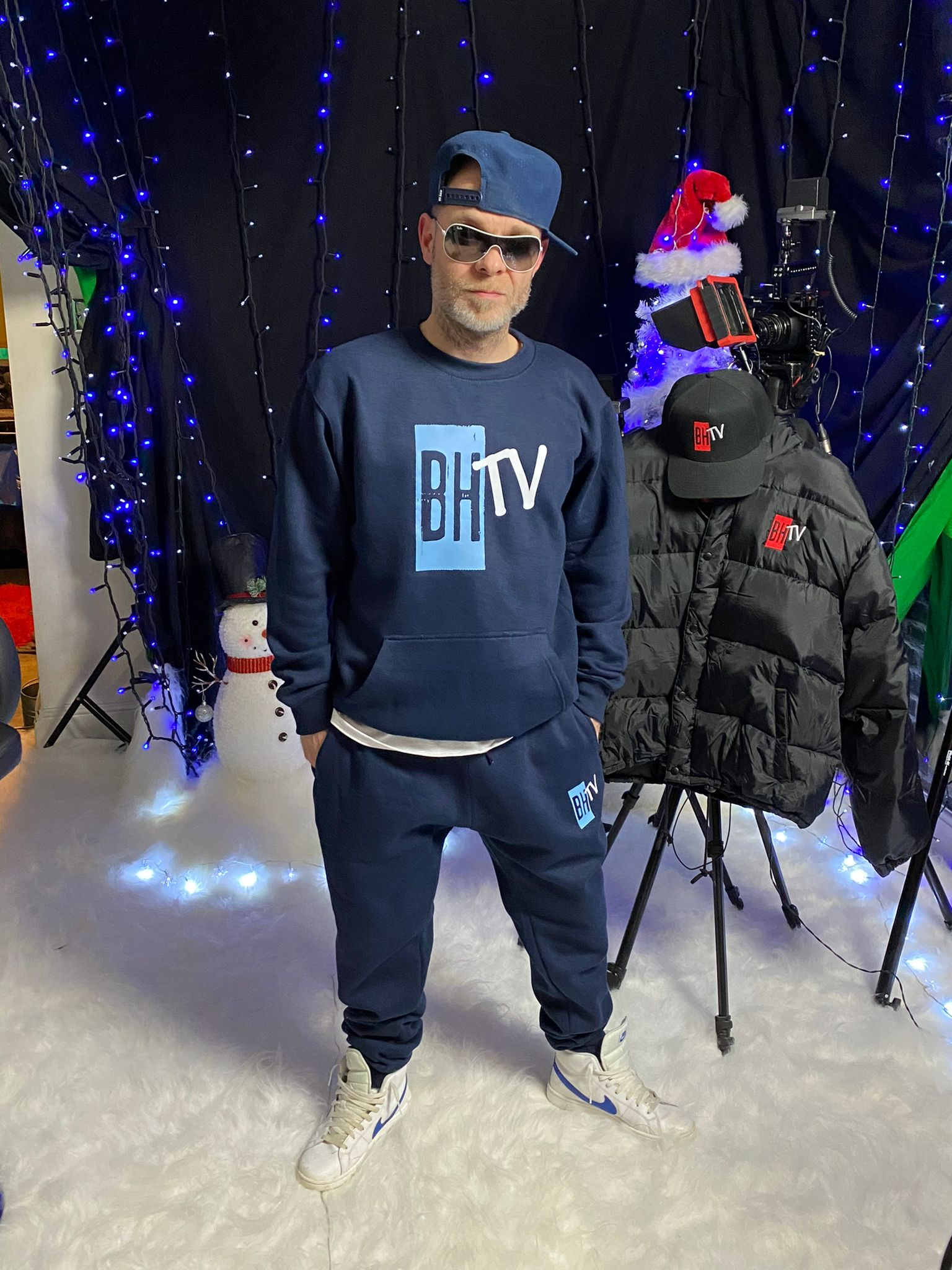
Brian Harvey (* 1974)

- Harvey, Brittney Lee (* 1990), US-amerikanische Schauspielerin
- Harvey, Campbell (* 1958), kanadischer Wirtschaftswissenschaftler
- Harvey, Caroline (* 1988), walisische Badmintonspielerin
- Harvey, Caroline (* 2002), US-amerikanische Eishockeyspielerin
- Harvey, Clyde (* 1948), trinidadischer Geistlicher, römisch-katholischer Bischof von Saint George’s in Grenada
- Harvey, Colin (* 1944), englischer Fußballspieler und -trainer
- Harvey, David (* 1935), US-amerikanisch-britischer Humangeograph und Sozialtheoretiker
- Harvey, David (* 1948), schottischer Fußballtorhüter
- Harvey, David Archibald (1845–1916), US-amerikanischer Politiker
- Harvey, Domino (1969–2005), britische Kopfgeldjägerin
- Harvey, Don (* 1960), US-amerikanischer Schauspieler und SynchronsprecherDon Harvey (* 1960)

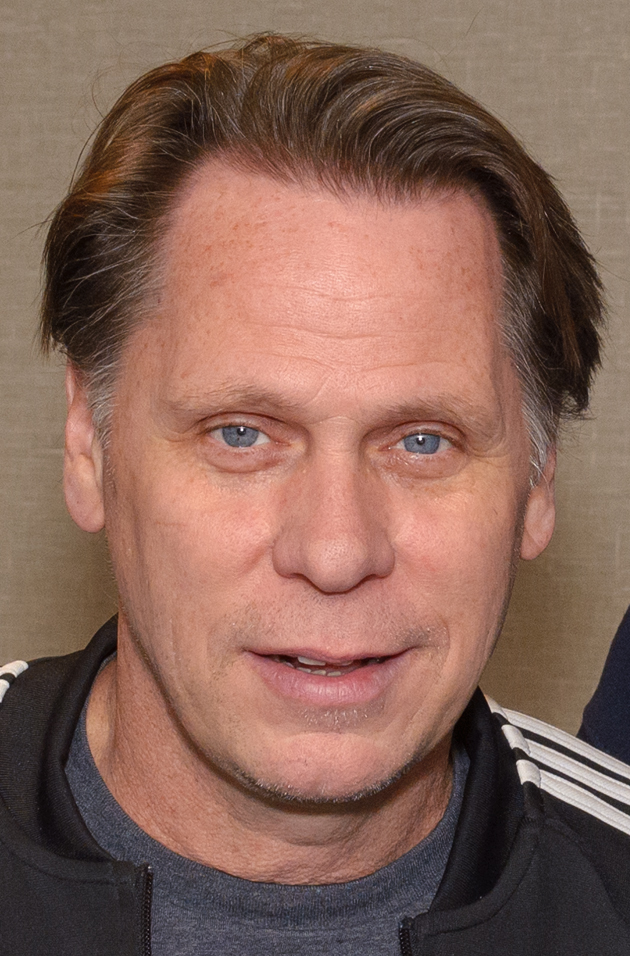
Don Harvey (* 1960)

- Harvey, Donald (1952–2017), US-amerikanischer Serienmörder
- Harvey, Donnell (* 1980), US-amerikanischer Basketballspieler
- Harvey, Doug (1924–1989), kanadischer Eishockeyspieler und -trainer
- Harvey, Eddie (1925–2012), britischer Jazzmusiker
- Harvey, Edmund Newton (1887–1959), US-amerikanischer Zoologe
- Harvey, Eleanor (* 1995), kanadische Florettfechterin
- Harvey, Eli (1860–1957), US-amerikanischer Maler und Tierbildhauer
- Harvey, Elizabeth (* 1957), britische Historikerin
- Harvey, Ellen (* 1967), britische Künstlerin
- Harvey, Erik LaRay (* 1972), US-amerikanischer Schauspieler
- Harvey, Ermyntrude (1895–1973), britische Tennisspielerin
- Harvey, Ethel Browne (1885–1965), amerikanische Entwicklungsbiologin
- Harvey, Forrester (1884–1945), irischer Schauspieler
- Harvey, Francis J. (* 1943), US-amerikanischer Politiker (Republikanische Partei)
- Harvey, Gabriel (1545–1630), englischer Gelehrter und Schriftsteller
- Harvey, George (1806–1876), schottischer Maler
- Harvey, George (1878–1960), südafrikanischer Sportschütze
- Harvey, George Brinton McClellan (1864–1928), amerikanischer Journalist und Diplomat
- Harvey, Gill, englische Schriftstellerin
- Harvey, Goldie (1983–2013), nigerianische R&B-Sängerin
- Harvey, Graham (* 1959), britischer Religionswissenschaftler und Ethnologe
- Harvey, Hal (* 1961), amerikanischer Physiker und Klima- und Umweltaktivist
- Harvey, Harry, nordirischer Politiker
- Harvey, Harry Jr. (1929–1978), US-amerikanischer Schauspieler, Drehbuchautor und Regisseur
- Harvey, Harry Sr. (1901–1985), US-amerikanischer Schauspieler
- Harvey, Ian (* 1967), US-amerikanischer Biathlet
- Harvey, Jack (* 1993), britischer Automobilrennfahrer
- Harvey, Jahmal (* 2002), US-amerikanischer Boxer
- Harvey, Jak Ali (* 1989), türkischer Sprinter jamaikanischer Herkunft
- Harvey, James (1922–2019), US-amerikanischer Politiker
- Harvey, James Madison (1833–1894), US-amerikanischer Politiker
- Harvey, James Michael (* 1949), US-amerikanischer Kurienerzbischof und Erzpriester der Basilika Sankt Paul vor den MauernJames Michael Harvey (* 1949)

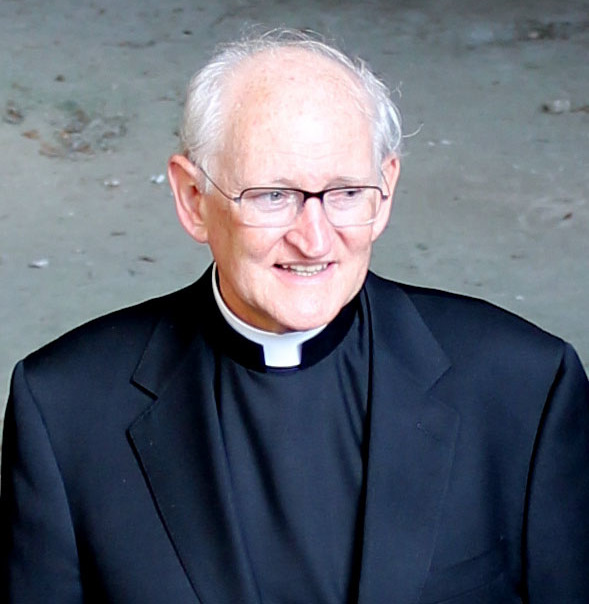
James Michael Harvey (* 1949)

- Harvey, Jamie (* 1955), schottischer Dartspieler
- Harvey, Jane (1925–2013), US-amerikanische Jazzsängerin
- Harvey, Jeffrey A. (* 1955), US-amerikanischer theoretischer Physiker
- Harvey, John, Gouverneur der englischen Kolonie Virginia
- Harvey, John (1778–1852), britischer Offizier und Kolonialadministrator in den nordamerikanischen Kolonien
- Harvey, John (* 1938), britischer Schriftsteller
- Harvey, John (1941–2020), britischer Radrennfahrer
- Harvey, John T. (* 1961), amerikanischer Ökonom, Professor für Wirtschaftswissenschaften
- Harvey, Jonathan (1780–1859), US-amerikanischer Politiker
- Harvey, Jonathan (1939–2012), britischer Komponist
- Harvey, Jonathan (* 1968), britischer Theaterautor
- Harvey, Jordan (* 1984), US-amerikanischer Fußballspieler
- Harvey, Laura (* 1980), englische Fußballspielerin und -trainerin
- Harvey, Laurence (1928–1973), litauisch-britischer Schauspieler
- Harvey, Laurence R. (* 1970), britischer Schauspieler
- Harvey, Len (1907–1976), britischer Boxer im Mittelgewicht
- Harvey, Lenford († 2005), jamaikanischer Sozialarbeiter
- Harvey, Leslie (1944–1972), schottischer Rock-Gitarrist und Mitbegründer der Band Stone the Crows
- Harvey, Liam (* 2005), schottischer Fußballspieler
- Harvey, Lilian (1906–1968), britisch-deutsche Schauspielerin, Sängerin und TänzerinLilian Harvey (1906–1968)

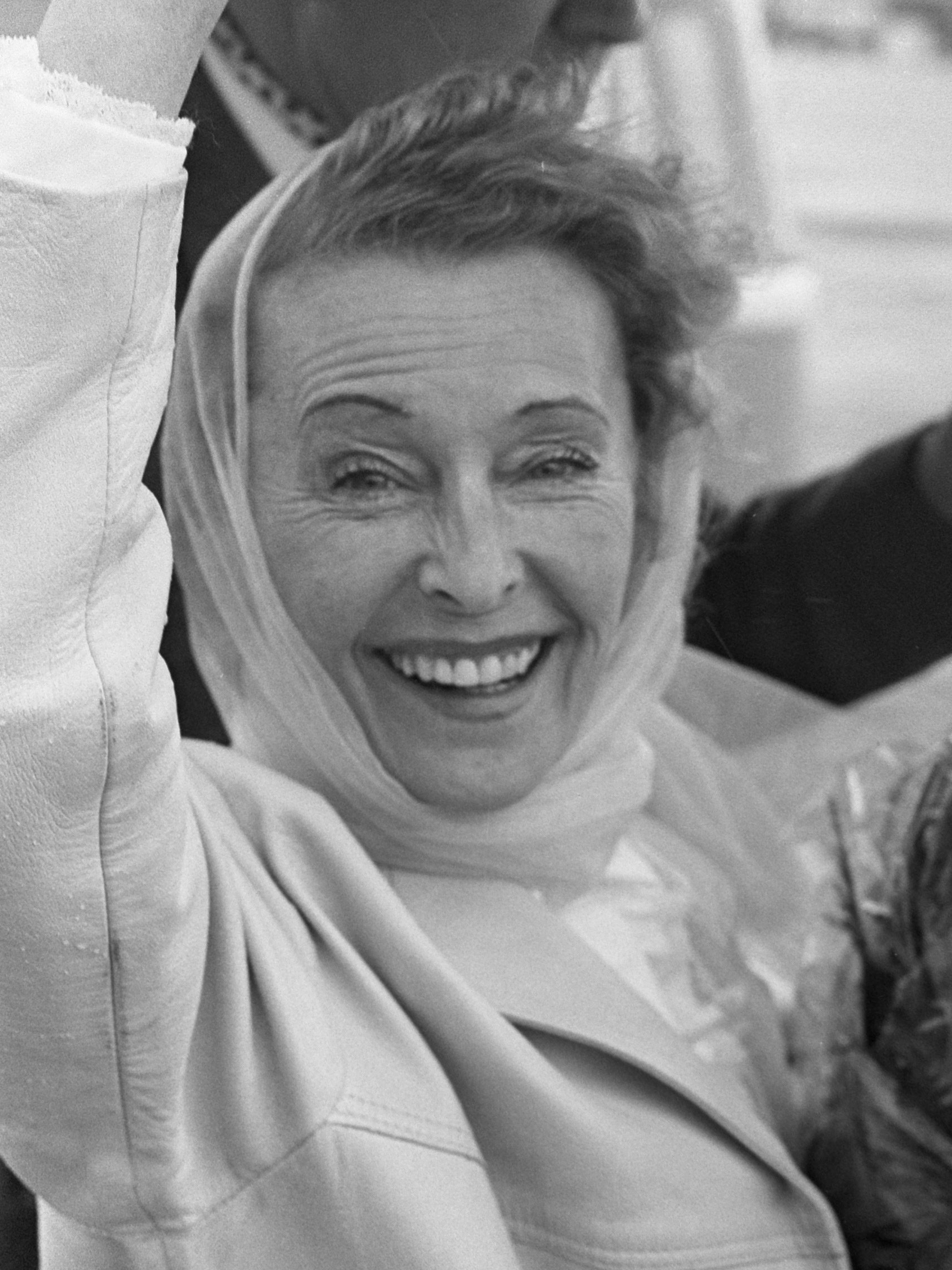
Lilian Harvey (1906–1968)

- Harvey, Lillian Holland (1912–1994), US-amerikanische Ärztin und Hochschullehrerin
- Harvey, Louis P. (1820–1862), US-amerikanischer Politiker
- Harvey, Mark (* 1946), US-amerikanischer Jazz-Trompeter und -Komponist
- Harvey, Mary (* 1965), US-amerikanische Fußballspielerin
- Harvey, Mary-Sophie (* 1999), kanadische Schwimmerin
- Harvey, Matthew (1781–1866), US-amerikanischer Jurist und Politiker
- Harvey, Maurice (1895–1936), britischer Autorennfahrer
- Harvey, Michael (* 1944), britisch-US-amerikanischer Konzeptkünstler und Maler
- Harvey, Michael (* 1989), britischer Taekwondoin
- Harvey, Mick (* 1958), australischer Musiker und Produzent
- Harvey, Mikayla (* 1998), neuseeländische Radrennfahrerin
- Harvey, Morton (1886–1961), US-amerikanischer Vaudeville-Künstler und Sänger
- Harvey, Neil (* 1959), englischer Squashspieler und Squashtrainer
- Harvey, Nick (* 1955), australischer Schauspieler
- Harvey, Oliver, 1. Baron Harvey of Tasburgh (1893–1968), britischer Diplomat und Peer
- Harvey, Paul (1882–1955), US-amerikanischer Schauspieler
- Harvey, Paul (1918–2009), US-amerikanischer Hörfunkmoderator
- Harvey, Peter (* 1958), englischer klassischer Sänger (Bariton)
- Harvey, Philip James Benedict (1915–2003), englischer Geistlicher, katholischer Weihbischof in Westminster
- Harvey, Pierre (* 1957), kanadischer Sportler
- Harvey, PJ (* 1969), britische Sängerin und SongwriterinPJ Harvey (* 1969)

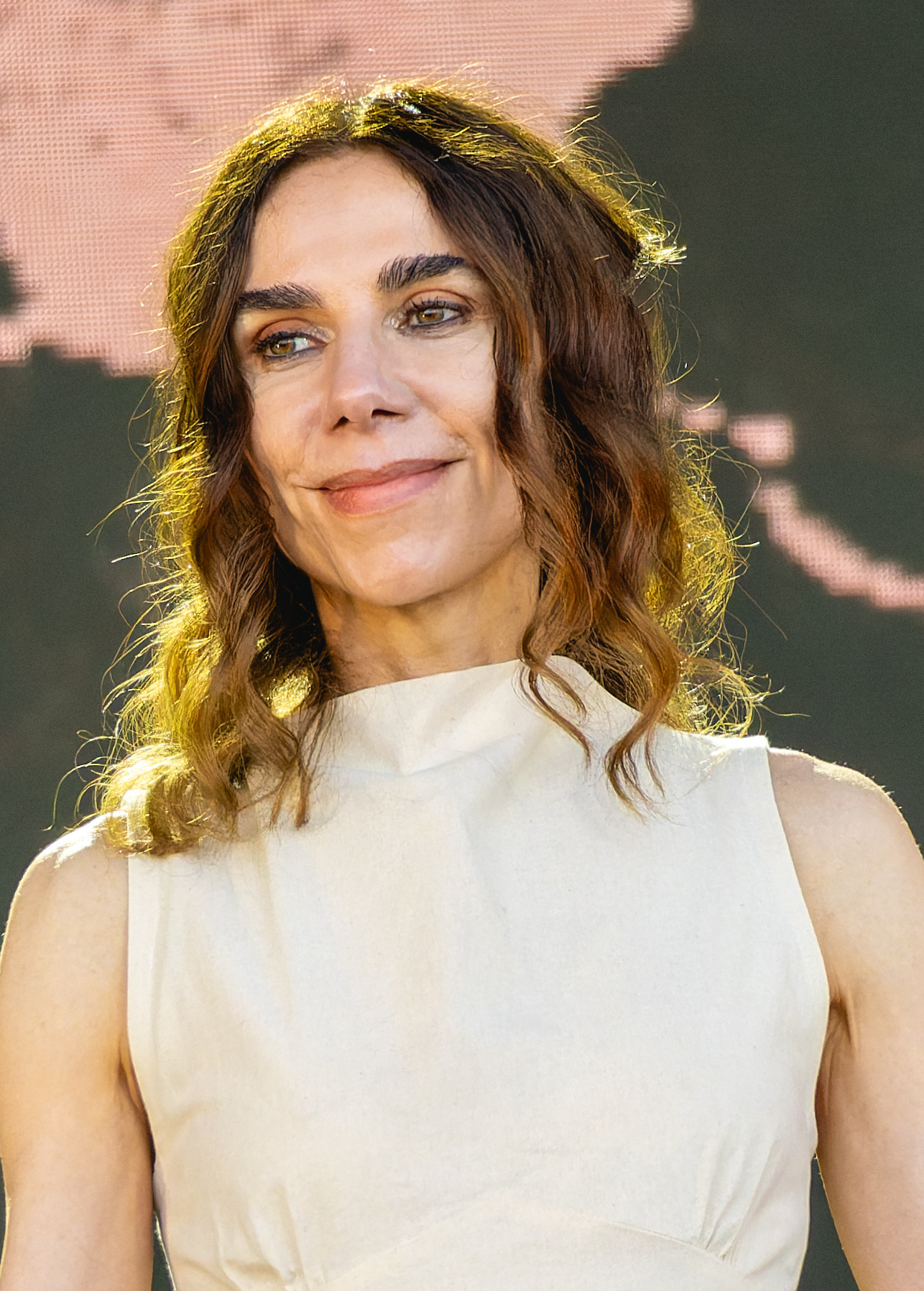
PJ Harvey (* 1969)

- Harvey, Ralph (1901–1991), US-amerikanischer Politiker
- Harvey, Raymond Lee (* 1944), US-amerikanischer Vagabund
- Harvey, Richard (* 1953), britischer Komponist und Musiker
- Harvey, Rob (* 1964), britischer Spezialeffektkünstler
- Harvey, Rodney (1967–1998), US-amerikanischer Schauspieler und Model
- Harvey, Roy (1892–1958), US-amerikanischer Old-Time-Musiker
- Harvey, Samantha (* 1975), englische Schriftstellerin
- Harvey, Steffen (* 1986), US-amerikanisch-deutscher Basketballspieler
- Harvey, Stephen (* 1940), US-amerikanischer Physiker
- Harvey, Steve (* 1957), US-amerikanischer Moderator und EntertainerSteve Harvey (* 1957)

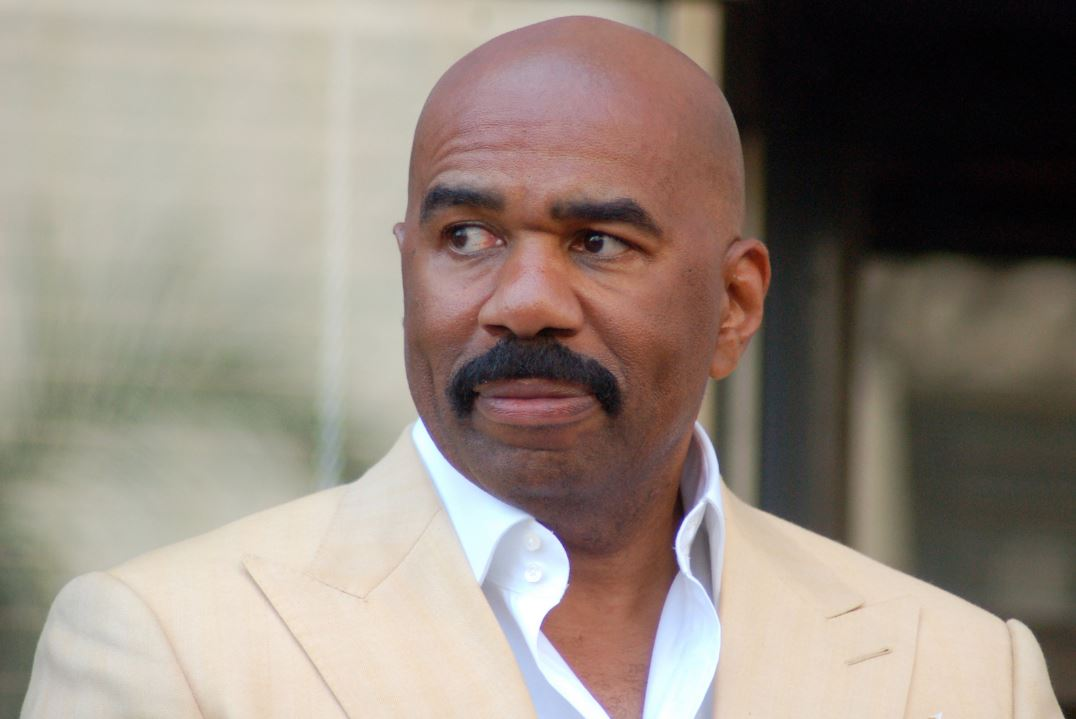
Steve Harvey (* 1957)

- Harvey, Thomas (1888–1965), britischer Radrennfahrer
- Harvey, Thomas (1912–2007), US-amerikanischer Pathologe
- Harvey, Tim (* 1936), Szenenbildner
- Harvey, Tim (* 1961), britischer Autorennfahrer
- Harvey, Todd (* 1975), kanadischer Eishockeyspieler, -trainer und -scout
- Harvey, Tye (* 1974), US-amerikanischer Stabhochspringer
- Harvey, W. Brantley (1930–2018), US-amerikanischer Politiker
- Harvey, Walter (1903–1979), britischer Kameramann
- Harvey, William (1578–1657), englischer Arzt und Anatom, Wegbereiter der modernen Physiologie
- Harvey, William Henry (1811–1866), englischer Botaniker und Algenforscher
- Harvey, William King (1915–1976), US-amerikanischer CIA-Mitarbeiter
- Harvey, Wilson Godfrey (1866–1932), US-amerikanischer Politiker
- Harvey-Bailey, Robert William (1877–1962), britischer Ingenieur

### Harvi
- Harvick, Kevin (* 1975), US-amerikanischer NASCAR-Rennfahrer
- Harvie, Christopher (* 1944), schottischer Historiker und Politiker
- Harvie, Daniel (* 1998), schottischer Fußballspieler
- Harvie, Ellie (* 1965), kanadische Schauspielerin, Stand-up-Comedian und RegisseurinEllie Harvie (* 1965)

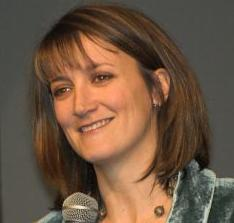
Ellie Harvie (* 1965)

- Harvie, John (1742–1807), US-amerikanischer Rechtsanwalt und Politiker
- Harvie, Patrick (* 1973), schottischer Politiker
- Harvieu, Ren (* 1991), englische Indie-Pop-Sängerin
- Harviken, Johanne Hauge (* 1997), norwegische Skilangläuferin
- Harviken, Johannes (* 1943), norwegischer Skilangläufer
- Harviken, Mathilde (* 2001), norwegische Fußballspielerin
- Harville, Janet (* 1952), US-amerikanische Ruderin
- Harvin, Percy (* 1988), US-amerikanischer American-Football-Spieler